# Zarqa

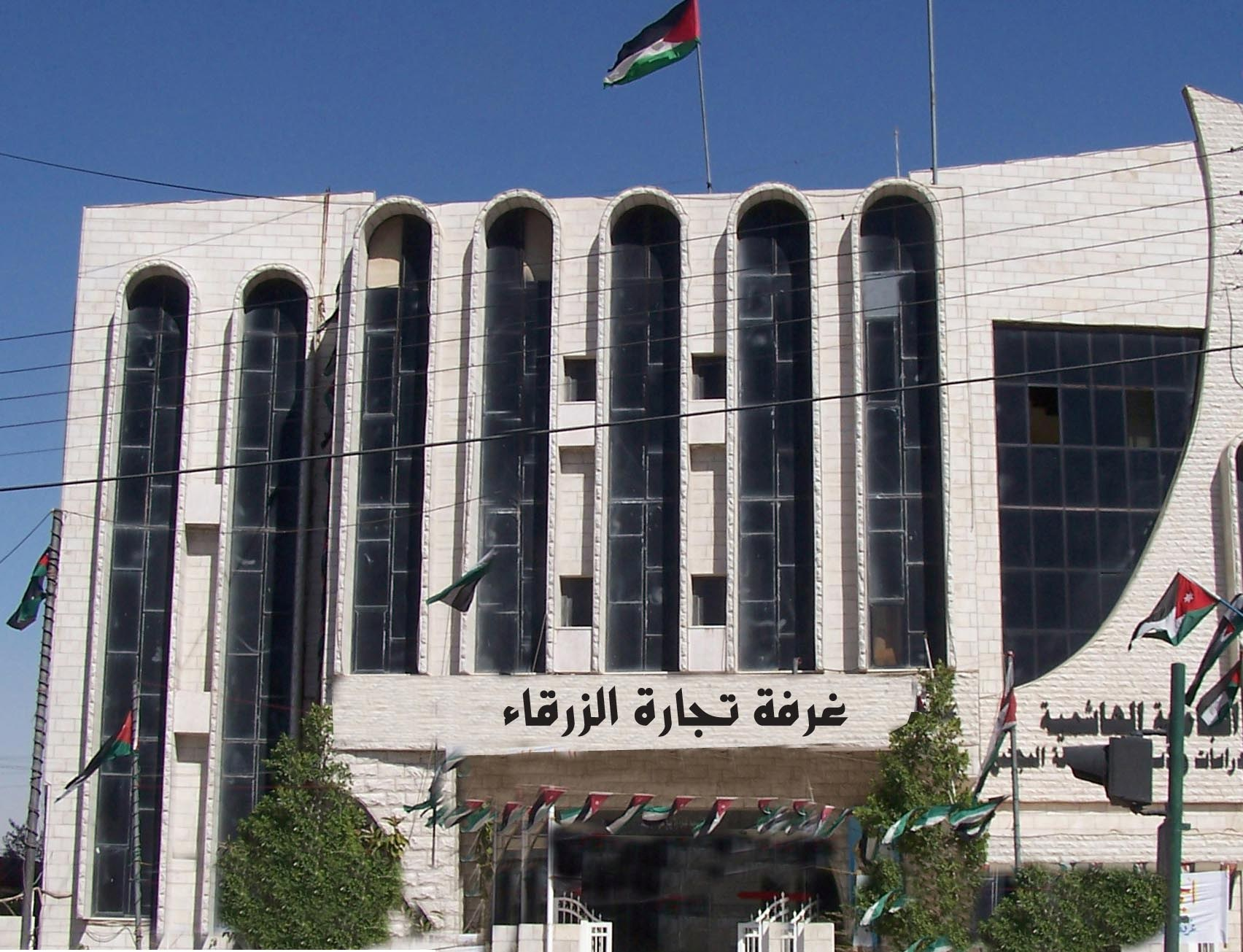
Centre comercial de Zarqa

Zarqa, de vegades transcrit també Az-Zarqaʼ o Al-Zarqaʼ (àrab: الزرقاء, az-Zarqāʾ, pronunciat ez-Zergā, ez-Zer'a o ez-Zarka, literalment ‘la Blava’), és una ciutat de Jordània, situada al nord-est de la capital del regne, Amman. Amb una població de 792 665 habitants (estimació del 2000), és la tercera ciutat jordana, després de la capital i Irbid. És capital de la governació homònima.
Nus de comunicacions per carretera i ferrocarril, s'ha convertit en el centre industrial de Jordània, on es concentra gairebé el 50% de les fàbriques del país. El creixement de la indústria a la ciutat és el resultat dels baixos preus del sòl i la seva proximitat a la capital, Amman, a tan sols 25 km.
La ciutat té tres universitats: la Universitat Haiximita, la Universitat al-Balqa i la Universitat Privada de Zarqa.

## Història
La ciutat de Zarqa va néixer el 1903 arran de l'establiment de refugiats txetxens (66 famílies) del Caucas, originàriament vora el Nahr az-Zarqa o riu Blau, l'antic Jaboc. Aquests immigrants havien estat desplaçats a causa de la guerra entre els imperis Otomà i Rus i per les persecucions dels russos. Després s'hi van sumar refugiats circassians. Inicialment la població va tenir un mur per protegir-se d'atacs dels beduïns de les tribus Hasan, Sakhr, Ruwala i Shararat.
El 10 d'abril del 1905 el governador otomà va signar un decret que permetia als immigrants txetxens la propietat de les terres on s'havien instal·lat, fet que va propiciar el desenvolupament de la ciutat. Igualment decisiu per al creixement urbà fou la construcció del Ferrocarril del Hijaz per part dels otomans, que va convertir la localitat en un important nus de comunicacions. El 1917 fou ocupada pels britànics i del 1918 al 1920 va formar part de l'emirat establert per Faysal ibn Husayn a Damasc. El 1921 fou transferida a Transjordània. El 1926 fou escollida com a centre de comandament de l'exèrcit anomenat la Legió Àrab. El 18 de novembre del 1928 el nou govern jordà va crear el consell municipal de Zarqa.
El 1996 tenia 585.000 habitants i hi havia una refineria de petroli.
| Any  | Població   |
| ---- | ---------- |
| 1903 | 1.000 hab  |
| 1928 | 6.000 hab  |
| 1952 | 28.456 hab |

## Subdivisió administrativa
El municipi de Zarqa, d'uns 60 km², es divideix en set districtes, cinc dins la mateixa ciutat i dos més a la rodalia.
|   | Districte                          | Superfície (km²) |
| - | ---------------------------------- | ---------------- |
| 1 | Districte I (Centre urbà)          | 2,96             |
| 2 | Districte II (Althawra al-Arabiya) | 11,3             |
| 3 | Districte III (Ewajan)             | 12,2             |
| 4 | Districte IV (Zawahreh)            | 16               |
| 5 | District V (Nova Zarqa)            | 17               |
| 6 | Districte del Complex Esportiu     | 3,5              |
| 7 | Districte del Jardí Municipal      | 19               |